# Pedestal
A Pedestal (magyarul: Talapzat) a cseh Aiko dala, mellyel Csehországot képviselte a 2024-es Eurovíziós Dalfesztiválon Malmőben. A dal 2023. december 13-án, a december 4-i cseh nemzeti döntő győzelmével érdemelte ki a dalversenyen való indulás jogát.

## Eurovíziós Dalfesztivál
2023. november 28-án a Česká Televize bejelentette, hogy Aiko résztvevője lesz a 2024-es ESCZ cseh eurovíziós nemzeti válogatónak. Versenydalával megnyerte a döntőt, ahol a cseh és a nemzetközi közönség pontjai alakították ki a végeredményt, így ő képviselheti hazáját az Eurovíziós Dalfesztiválon.
A dalt először a május 9-én rendezendő második elődöntőben fellépési sorrendben ötödikként adták elő, a Svájcot képviselő Nemo The Code című dala után és a Franciaországot képviselő Slimane Mon amour című dala előtt. Az elődöntőben a nézői szavazatok pontjai alapján nem került be a dal a május 11-én megrendezésre került döntőbe.
A következő cseh induló Adonxs Kiss Kiss Goodbye című dala volt a 2025-ös Eurovíziós Dalfesztiválon.

## Galéria

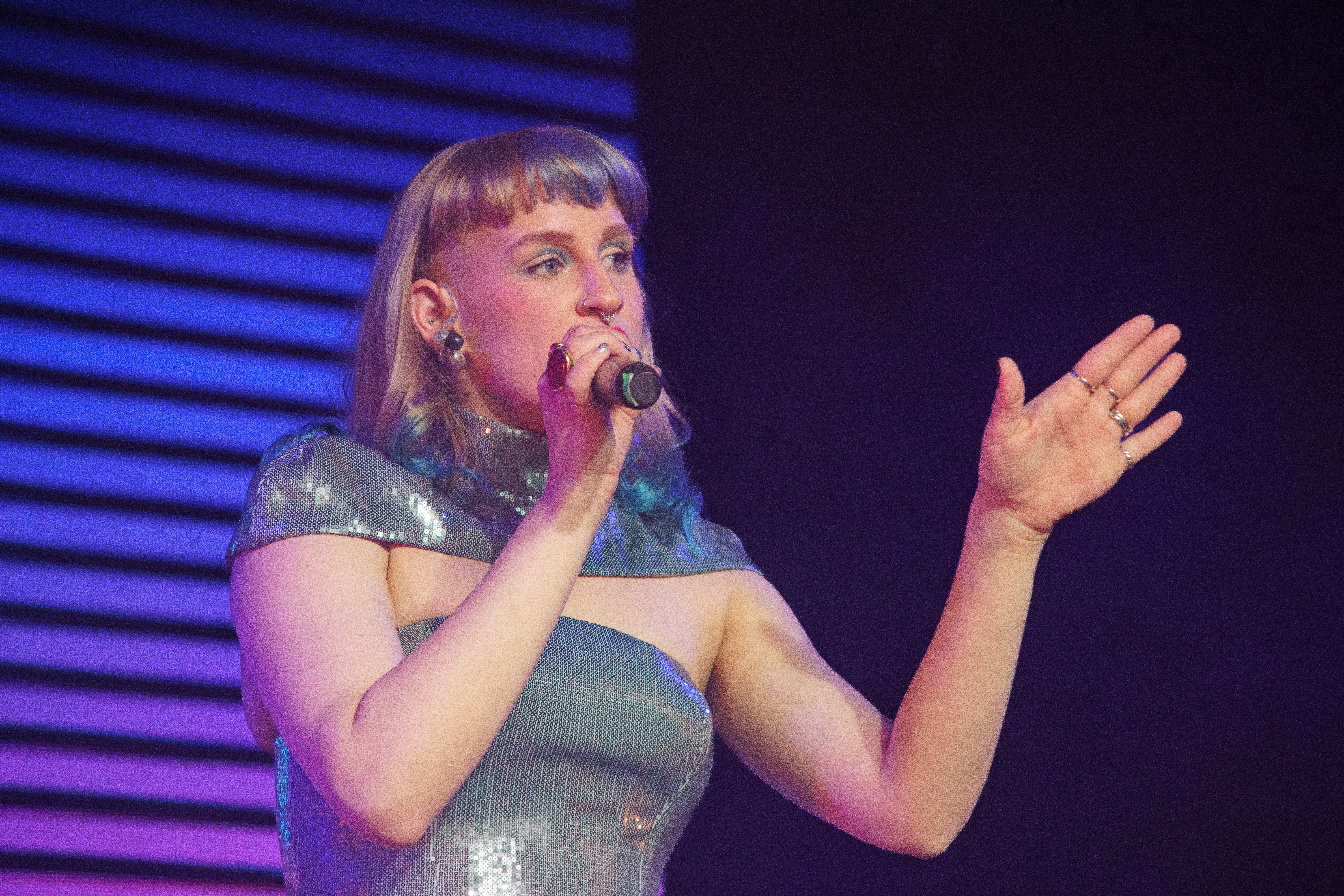
A madridi Eurovíziós partin
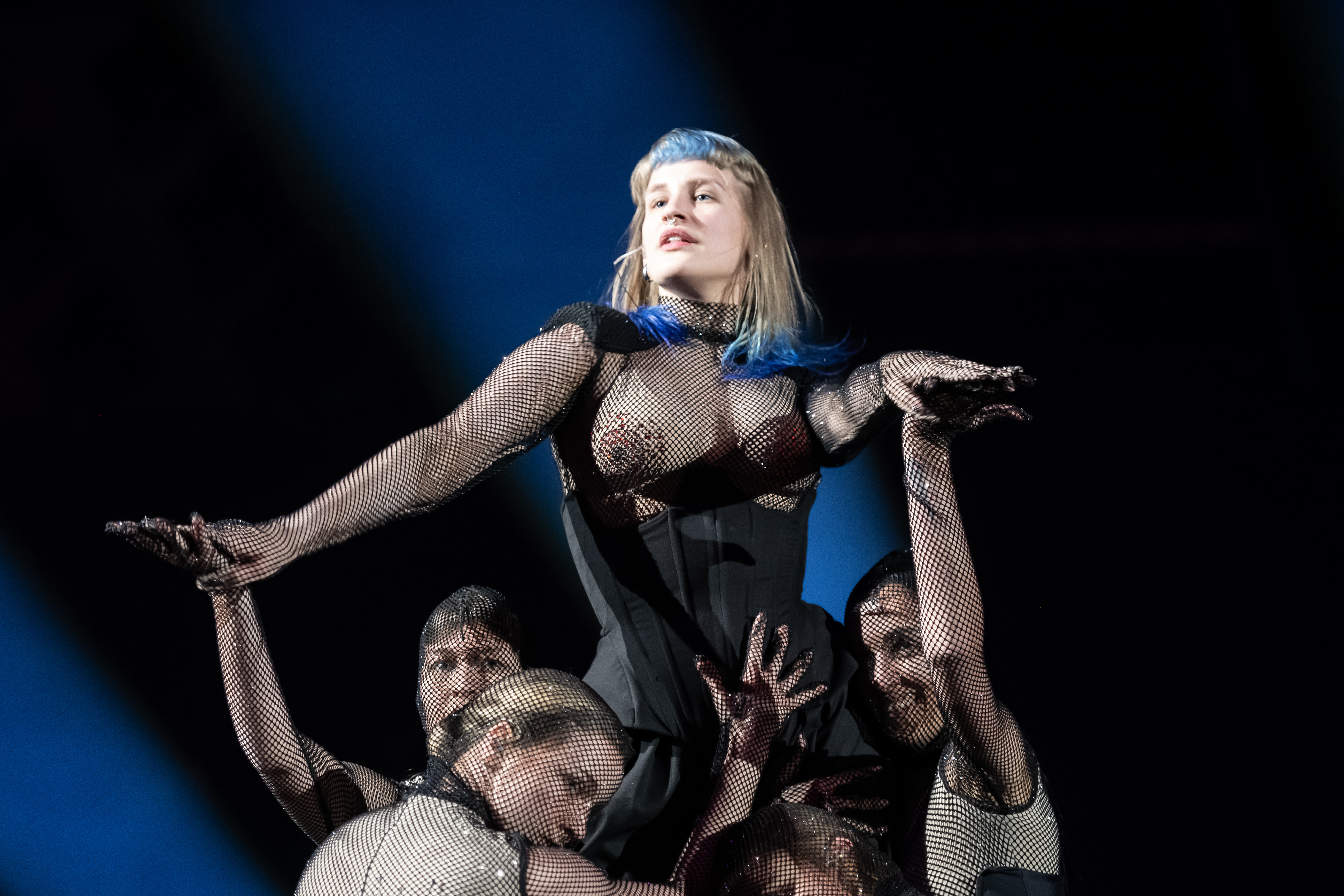
Az elődöntőben